# 小叶佛肚苣苔
小叶佛肚苣苔（学名：Oreocharis parvifolia）为苦苣苔科马铃苣苔属下的一个种。